# Distrito de Caraz
El distrito de Caraz es uno de los diez que integran la histórica provincia peruana de Huaylas ubicada en el departamento de Ancash, bajo la administración política del Gobierno regional de Ancash, en el Perú.
Limita por el sur con el distrito de Pueblo Libre y la provincia de Yungay; por el norte con el distrito de Santa Cruz; por el este con la provincia de Pomabamba; y, por el oeste con los distritos de Huata y Pamparomás. El distrito de Caraz tiene una extensión de 246.52 km² y una población de 27 700 habitantes al año 2024.

## Historia
Caraz fue considerada en el Reglamento provisorio del 2 de febrero de 1821 como capital de la provincia de Huaylas, en el protectorado del Libertador José de San Martín.
El distrito de Caraz fue creado por la administración del Libertador Simón Bolívar, mediante Ley del 19 de diciembre de 1825.

## Geografía
Tiene una superficie de 246,52 m².

## Capital
La capital del distrito es la localidad del mismo nombre.

## Autoridades

### Municipales
- 2023-2026[1]
  - Alcalde: José Felipe Espinoza Caballero, del Partido Podemos Perú (PP).

- 2019-2022
  - Alcalde: Esteban Florentino Tranca, del Movimiento Regional "El Maicito".

- 2015-2018
  - Alcalde: Renson Martínez Canchumani, del Partido Alianza Para el Progreso.
- 2011-2014
  - Alcalde: Fidel Mario Broncano Vásquez, del Movimiento independiente regional Río Santa Caudaloso (MIRRSC).
- 2007-2010: 
  - Alcalde: Fidel Mario Broncano Vásquez, del Movimiento independiente regional Río Santa Caudaloso (MIRRSC).

## Demografía
Según proyecciones del INEI, el distrito de Caraz alberga 27,700 habitantes en el 2024. La mayoría de la población de Caraz es de origen andino, la cual se encuentra dedicada a la agricultura y ganadería. La religión predominante es la cristiana. Aproximadamente más del 95% de la población caracina profesa la religión católica.
| Gráfica de evolución demográfica de Distrito de Caraz entre 1981 y 2024 |
|                                                                         |
| Según proyecciones de los censos poblacionales del INEI.                |

### Entidades de Población

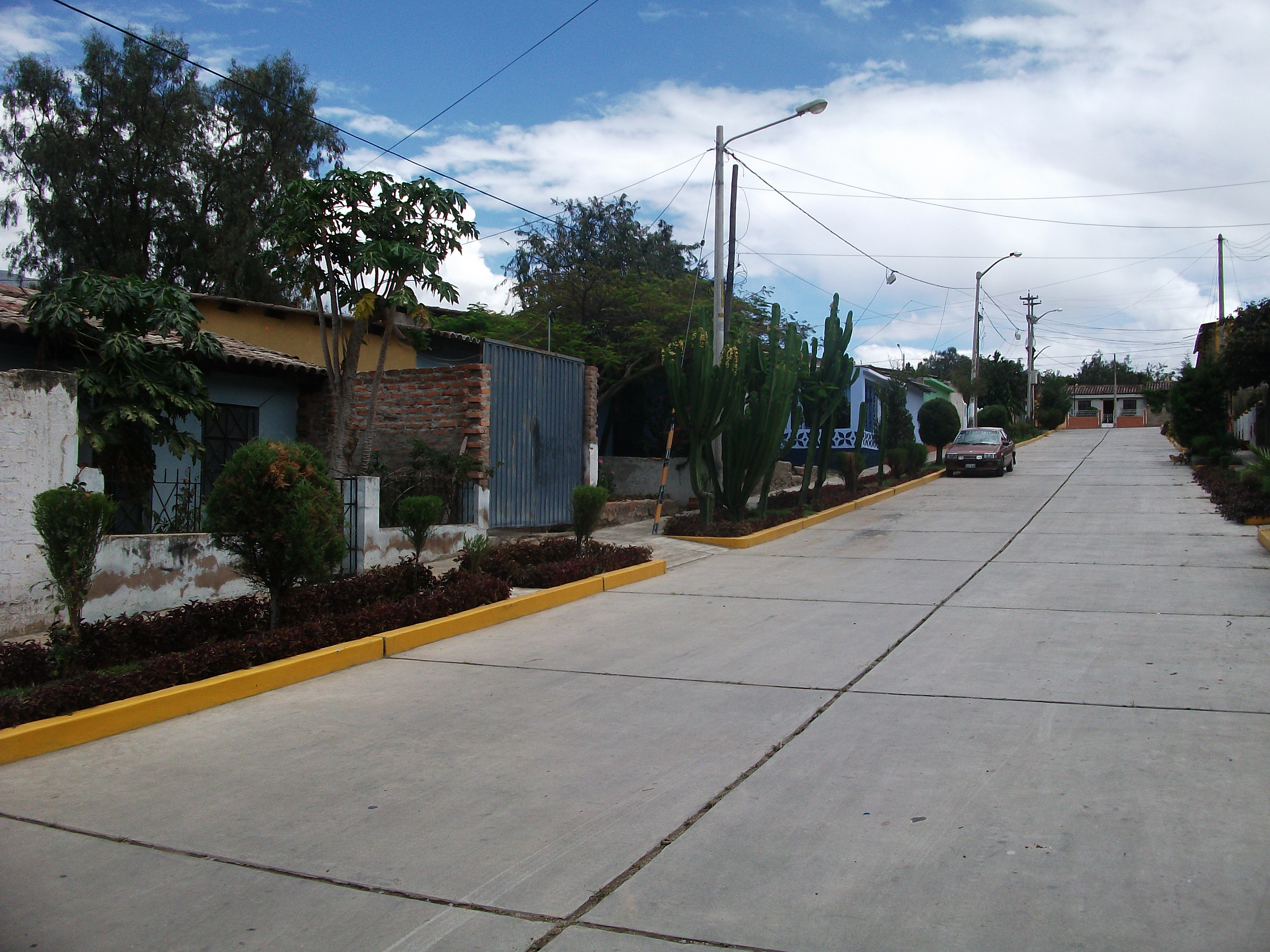
Jirón Virgen de la Asunción, el desarrollo de urbanizaciones de clase media en la ciudad data de la década de los 70.

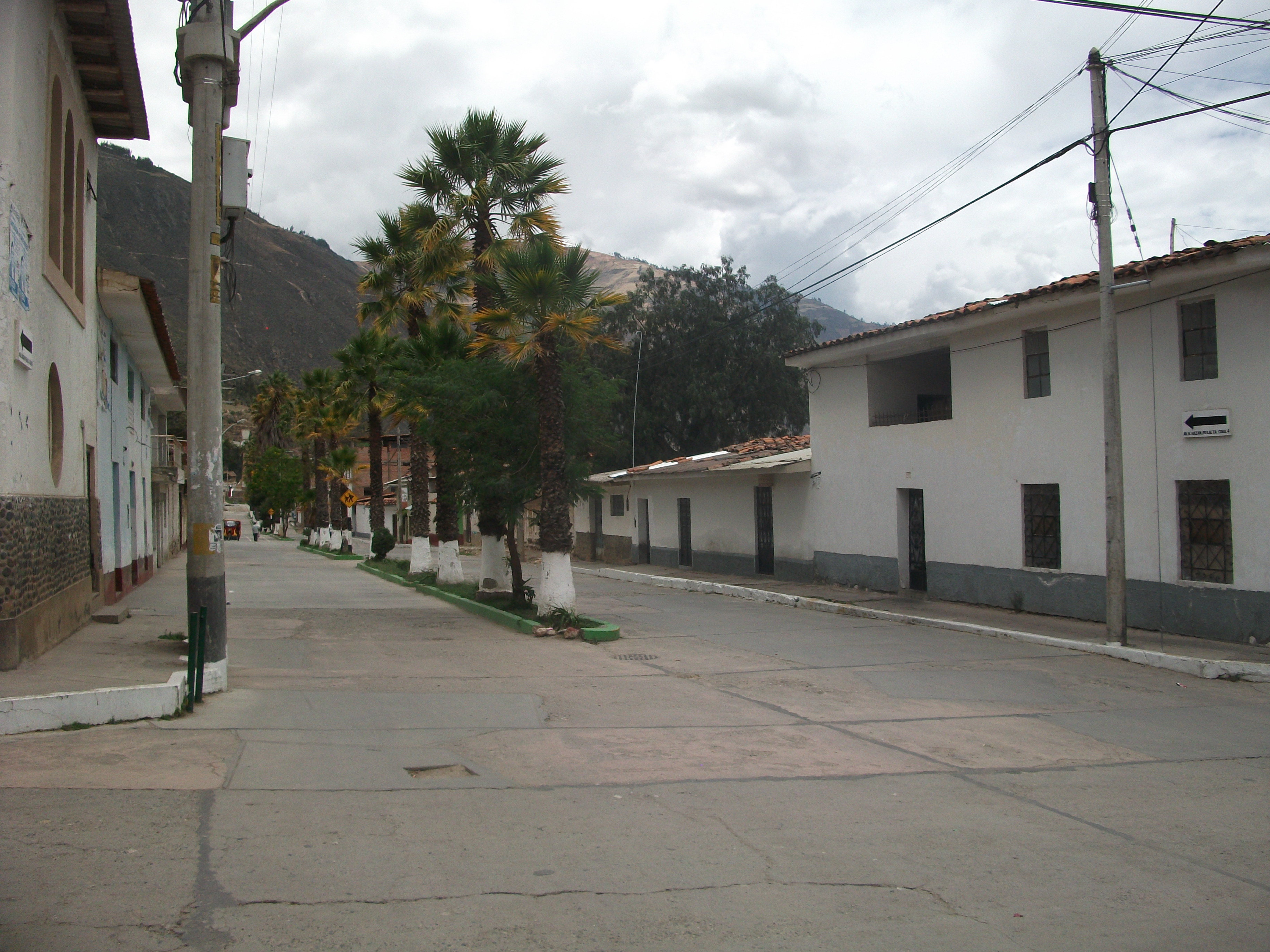
Avenida Noé Bazán Peralta

A continuación, esta es una lista de los pueblos, caseríos y anexos, rurales o urbanos, ubicados en Caraz (se indica el número de viviendas en cada uno de ellos):
| Localidad      | Viviendas |
| -------------- | --------- |
| Caraz          | 2.504     |
| Chinchay       | 30        |
| Pampacocha     | 90        |
| Yuco           | 50        |
| Yuracoto       | 150       |
| Yanahuara      | 110       |
| Llacta         | 100       |
| Nueva Victoria | 40        |
| Cruz Viva      | 220       |
| Allauca        | 76        |
| Tarna          | 25        |
| Huauya         | 85        |
| Antash         | 85        |
| Parón          | 85        |
| Paquián        | 93        |
| Cumpayhuara    | 105       |
| Ocoracra       | 50        |
| Ticrapa        | 70        |
| Pavas          | 8         |
| Cullash Puro   | 19        |
| San Miguel     | 80        |
| Shanyaya       | 13        |
| Koto           | 19        |

| Localidades      | Viviendas |
| ---------------- | --------- |
| Antircan         | 6         |
| Cabina           | 35        |
| Conopa           | 45        |
| Loma             | 83        |
| Choquechaca      | 41        |
| Cullashpampa     | 150       |
| Miramar          | 35        |
| Conchup          | 110       |
| Shocsha          | 30        |
| Chungana         | 25        |
| Ichoc Huaylas    | 200       |
| Chosica          | 22        |
| Culluna          | 45        |
| Huandoy          | 50        |
| Llacshu          | 120       |
| Chosica - Hoyada | 20        |
| Cono             | 8         |
| Cacchu           | 6         |
| Rinconada        | 43        |
| Huacracoto       | 40        |
| Cochamarca       | 180       |
| Paty             | 70        |
| Queral           | 78        |